# Bundesvereinigung der Deutschen Arbeitgeberverbände
Die Bundesvereinigung der Deutschen Arbeitgeberverbände e. V. (BDA; auch Bund Deutscher Arbeitgeberverbände) ist der arbeits- und sozialpolitische Spitzenverband der gesamten deutschen Wirtschaft und hat ihren Sitz in Berlin (von 1951 bis 1999 in Köln). Die BDA vertritt als Interessenverband aller Branchen der privaten gewerblichen Wirtschaft in Deutschland die Arbeitgeberseite von ca. 70 % der Beschäftigten. Sie ist Mitglied im Gemeinschaftsausschuss der Deutschen Gewerblichen Wirtschaft.

## Geschichte

Historisches Logo

Die Arbeitgeberverbände entstanden in Reaktion auf die Gewerkschaften. Schon 1869 gründete sich der Deutsche Buchdruckerverein als erster und ältester Arbeitgeberverband. Im April 1904 kam es zur Gründung der Hauptstelle der deutschen Arbeitgeberverbände mit Sitz in Berlin und 1913 zur „Vereinigung der Deutschen Arbeitgeberverbände“. Dieser entstand aus einer Fusion zweier rivalisierender Spitzenverbände, der Hauptstelle deutscher Arbeitgeberverbände (gegründet 1904 als Vertretung der schwerindustriellen Arbeitgeber) und dem Verein deutscher Arbeitgeberverbände (gegründet 1904 als Vertretung der Arbeitgeber in der verarbeitenden Industrie).
1920 waren bereits Betriebe mit 8 Millionen Mitarbeitern in Arbeitgeberverbänden organisiert. Nach der Machtergreifung der NSDAP lösten sich die Arbeitgeberverbände unter dem Druck der Nationalsozialisten auf. Nach dem Zweiten Weltkrieg blieben die Arbeitgeberverbände in der Sowjetischen Besatzungszone bzw. DDR verboten. In den Westsektoren knüpfte man an die Traditionen der Zeit vor 1933 an. 1947 wurde die Arbeitsgemeinschaft der Arbeitgeber der Westzone gebildet, aus der 1948 das Zentralsekretariat der Arbeitgeber des Vereinigten Wirtschaftsgebietes wurde. Noch vor Inkrafttreten des Grundgesetzes fand im Januar 1949 die konstituierende Sitzung der sozialpolitischen Arbeitsgemeinschaft der Arbeitgeberverbände des vereinigten Wirtschaftsgebietes mit Sitz in Wiesbaden durch Vertreter von 23 fachlichen und acht fachübergreifenden Arbeitgeberverbänden statt.
Nachdem sich Ende 1949 auch die Verbände auf dem Gebiet der ehemaligen Französischen Besatzungszone angeschlossen hatten, wurde im November 1950 der Name „Bundesvereinigung der Deutschen Arbeitgeberverbände“ festgelegt.
Mit dem Aufbau von Verbandsstrukturen nach westdeutschem Vorbild in den Neuen Bundesländern 1990 etablierte sich die BDA als gesamtdeutscher Arbeitgeberverband. 1999 folgte die BDA dem Umzug der Regierung nach Berlin und zog an die Spree. Dort teilt sie sich das Haus der Deutschen Wirtschaft in der Breiten Straße 29 mit dem Bundesverband der Deutschen Industrie und dem Deutschen Industrie- und Handelskammertag.

## Organisation
Unter dem Dach der Bundesvereinigung der Deutschen Arbeitgeberverbände sind die deutschen Arbeitgeberverbände zusammengefasst. Ihre Mitglieder sind 14 überfachliche Landesvereinigungen (gemeinsame Landesvereinigungen zwischen Berlin und Brandenburg sowie Hamburg und Schleswig-Holstein) mit jeweils überfachlichen Regionalverbänden, des Weiteren 47 Bundesfachspitzenverbände mit jeweiligen Landes- und regionalen Fachverbänden aus den Bereichen Industrie, Dienstleistung, Finanzwirtschaft, Handel, Verkehr, Handwerk und Landwirtschaft. Insgesamt sind circa eine Million Unternehmen mittelbar Mitglied der BDA. Diese beschäftigen rund 70 Prozent aller Arbeitnehmer. Der größte Arbeitgeber in Deutschland, die Öffentliche Hand, gehört allerdings nicht zu den Arbeitgeberverbänden.
Die BDA ist ein eingetragener Verein nach § 21 BGB. Sie ist als Berufsverband mit dem Zweck, die Interessen der Arbeitgeber in unserer pluralistischen Gesellschaft zu vertreten, dem Gemeinwohl verpflichtet und daher steuerbefreit.
Die wichtigsten Organe sind die Mitgliederversammlung, der Vorstand, das Präsidium, die Hauptgeschäftsführung, die Ausschüsse und die Walter-Raymond-Stiftung.
Die Mitgliederversammlung, die jährlich stattfindet, wählt den Präsidenten auf zwei Jahre, das Präsidium sowie Mitglieder des Vorstandes und ist verantwortlich für den Haushalt und die Beitragsordnung.
Der Vorstand nimmt neue Mitglieder auf, setzt Ausschüsse ein und gibt einstimmig tarifpolitische Empfehlungen ab. Er bestimmt die grundlegenden Richtungsentscheidungen.
Das Präsidium handelt in dem vom Vorstand gesteckten Rahmen und ist das zentrale Entscheidungsorgan. Es besteht aus dem Präsidenten, acht Vizepräsidenten einschließlich des Schatzmeisters und 38 weiteren Mitgliedern und repräsentiert die gesamte Bandbreite der deutschen Wirtschaft. Präsident und Vizepräsidenten bilden gemäß § 26 BGB den juristischen Vorstand der BDA.
Die Hauptgeschäftsführung wird auf Vorschlag des Präsidenten vom Vorstand berufen. Der Hauptgeschäftsführer und zwei Mitglieder der Hauptgeschäftsführung leiten die laufenden Geschäfte in enger Absprache mit dem Präsidenten.
Zudem bestehen 75 Ausschüsse und Arbeitskreise, die sich mit Sachfragen beschäftigen, darunter vier gemeinsame mit dem Bundesverband der Deutschen Industrie. Ihre Vorschläge und Stellungnahmen sind Grundlage für die Entscheidungen von Vorstand und Präsidium.
Auf europäischer Ebene besteht die Businesseurope (ehemals Union des Confédérations de l'Industrie et des Employeurs d'Europe). International ist die BDA in der International Organisation of Employers vertreten.

### Präsidenten
An der Spitze der Bundesvereinigung der Deutschen Arbeitgeberverbände steht der Präsident. Dieses Amt hatten seit 1949 folgende Personen inne:
- 1949–1954 Walter Raymond
- 1954–1964 Hans Constantin Paulssen
- 1964–1969 Siegfried Balke
- 1969–1973 Otto A. Friedrich
- 1973–1977 Hanns Martin Schleyer
- 1977–1986 Otto Esser
- 1986–1996 Klaus Murmann
- 1996–2013 Dieter Hundt
- 2013–2020 Ingo Kramer
- seit November 2020 Rainer Dulger

### Hauptgeschäftsführer
Eine weitere wesentliche Funktion in der BDA nimmt der Hauptgeschäftsführer ein:
- 1949–1963 Gerhard Erdmann
- 1963–1974 Wolfgang Eichler
- 1974–1989 Ernst-Gerhard Erdmann
- 1989–1996 Fritz-Heinz Himmelreich
- 1996–2016 Reinhard Göhner
- seit 2016 Steffen Kampeter

### Bundesfachspitzenverbände
| - Arbeitgeberverband für Telekommunikation und IT (agv comunity) e. V. - Arbeitgeber- und Wirtschaftsverband der Mobilitäts- und Verkehrsdienstleister e. V. (Agv MoVe) - Arbeitgeberverband der Cigarettenindustrie e. V. - Arbeitgeberverband der Deutschen Immobilienwirtschaft e. V. - Arbeitgeberverband der Deutschen Kautschukindustrie e. V. (ADK) - Arbeitgeberverband der Versicherungsunternehmen in Deutschland - Arbeitgeberverband des privaten Bankgewerbes e. V. - Arbeitgeberverband Deutscher Eisenbahnen e. V. - Arbeitgeberverband der Deutschen Lederindustrie e. V. - Arbeitgeberverband Luftverkehr e. V. - Arbeitgeberverband Pflege e. V. - Arbeitgeberverband Postdienste e. V. - Arbeitgeberverband Stahl e. V. - Arbeitgebervereinigung Nahrung und Genuss e. V. - bpa Arbeitgeberverband e. V. - Bundesarbeitgeberverband Chemie e. V. - Bundesarbeitgeberverband Glas und Solar e. V. - Bundesarbeitgeberverband der Personaldienstleister e. V. (BAP) | - Bundesverband Briefdienste e. V. - Bundesverband der Sicherheitswirtschaft (BDSW) - Bundesverband der Systemgastronomie e. V. - Bundesverband Digitalpublisher und Zeitungsverleger e. V. (BDZV) - Bundesverband Druck und Medien e. V. - Bundesverband Garten-, Landschafts- und Sportplatzbau e. V. - Bundesverband Großhandel, Außenhandel, Dienstleistungen e. V. - Bundesverband Keramische Industrie e. V. - Deutscher Braunkohlen-Industrie-Verein e. V. - Deutscher Bühnenverein (DBV) - Deutscher Hotel- und Gaststättenverband e. V. - Arbeitgeberverband deutscher Fitness- und Gesundheitsanlagen (DSSV) e. V. - DIE PAPIERINDUSTRIE e. V. - Gesamtverband der Arbeitgeberverbände der Metall- und Elektro-Industrie e. V. (GESAMTMETALL) - Gesamtverband der Deutschen Land- und Forstwirtschaftlichen Arbeitgeberverbände e. V. - Gesamtverband der deutschen Textil- und Modeindustrie e. V. - Gesamtverband Steinkohle e. V. (GVSt) | - Handelsverband Deutschland e. V. (HDE) - Hauptverband der Deutschen Bauindustrie e. V. - Hauptverband der Deutschen Holzindustrie und Kunststoffe verarbeitenden Industrie und verwandter Industrie- und Wirtschaftszweige e. V. - Hauptverband Papier- und Kunststoffverarbeitung e. V. (HPV) - Sozialpolitische Arbeitsgemeinschaft Steine und Erden - Sozialpolitische Arbeitsgemeinschaft Verkehr (SAV) - Unternehmerverband Deutsches Handwerk (UDH) - Verband Deutscher Reeder e. V. - Verein der Zuckerindustrie - Vereinigung der Arbeitgeberverbände energie- und versorgungswirtschaftlicher Unternehmungen (VAEU) - Verband der Kali- und Salzindustrie e. V. (VKS) - Zentralverband Deutsches Baugewerbe |

## Aufgaben
Für ihre Mitglieder vertritt die BDA die unternehmerischen Interessen in der politischen Willensbildung. Ihr stehen dabei die Legislative, die Exekutive, Gewerkschaften, gesellschaftliche Gruppen und die Öffentlichkeit gegenüber. Die BDA berät die Entscheidungsträger von den ersten Gesetzes-Entwürfen im Ministerium über die parlamentarischen Beratungen und Ausschuss-Sitzungen bis zur abschließenden Behandlung im Bundesrat. Durch das Erstellen von Konzepten in ihren Themenbereichen nimmt sie Einfluss auf die gesellschaftliche Willensbildung. In verschiedenen Gremien werden neue Positionen erarbeitet und Informationen aufbereitet. Sie ist auch in den Selbstverwaltungsorganen aller Sozialversicherungen vertreten.
Die BDA deckt die Themenfelder Beschäftigungspolitik, Soziale Sicherung, Arbeitsrecht, Tarifpolitik, Bildung, Europapolitik, Gesellschaftspolitik und Volkswirtschaft ab. Dieses schlägt sich auch in ihrer Abteilungsstruktur nieder.
Darüber hinaus bietet die BDA ihren Mitgliedern umfangreiche Informationsdienste. Sie informiert frühzeitig über gesetzliche Entwicklungen und bewertet getroffene politische Entscheidungen sowie arbeitsrechtliche Urteile insbesondere in Hinblick auf ihre Folgen für die Unternehmen. Dazu versendet sie jährlich 1.000 Informationsrundschreiben und bearbeitet 15.000 Anfragen pro Jahr.

## Politische Einflussnahme

### Einflussnahme auf die politische Bildung
Im Juli 2015 erließ das Bundesministerium des Innern (BMI) ein vorläufiges Vertriebsverbot gegen die von der Bundeszentrale für politische Bildung (bpb) herausgegebene Publikation „Ökonomie und Gesellschaft“ aus der Schriftenreihe „Themen und Materialien“. Das Verbot erfolgte auf Initiative der BDA und mit der Begründung eines Verstoßes gegen den Beutelsbacher Konsens. Der Wissenschaftliche Beirat der bpb kam nach Überprüfung der Vorwürfe zu dem Schluss, die Publikation sei unproblematisch; der BDA habe seine Vorwürfe in skandalisierender Absicht mit „verkürzenden“ und „verfälschenden“ Zitaten belegt; so sei beispielsweise ohne Kenntlichmachung direkt aus Materialien zitiert worden. Der Vorstand der Deutschen Gesellschaft für Soziologie kritisierte die Maßnahmen des BMI und „verwehrt sich gegen den massiven Eingriff des Ministeriums in die Freiheit der Wissenschaft“; weiter kritisiert er den „politischen Vorstoß der BDA“, der „das Gebot der Wissenschaftsorientierung von Bildung“ ignoriere. Auch die Gewerkschaft IG Metall kritisierte den Vorgang als „Skandal“.